# Os Paqueras
Os Paqueras é um filme brasileiro produzido em 1969 e dirigido por Reginaldo Faria, com cenas discretas de sexo e nudez. Na trilha sonora, canções da época de Roberto Carlos e Os Mutantes.

## Sinopse
Nonô vive de sombra e água fresca. Aos 25 anos, o rapaz não leva os estudos a sério e só quer ir à praia e paquerar. Mas, quando menos espera, ele conhece a jovem estudante Margarete, filha de Toledo, fotógrafo e parceiro veterano na arte da sedução e que a princípio tomara como mais uma conquista dele. A paixão pela moça vira a rotina do rapaz de cabeça para baixo.

## Elenco
- Reginaldo Faria ...Nonô
- Walter Forster ...Toledo
- Irene Stefânia ...Margarete
- Adriana Prieto ...Fátima
- Leila Diniz...participação como ela mesma
- Irma Álvarez
- Darlene Glória ...Suzy
- Ary Fontoura ...Marido de Suzy
- José Lewgoy ...Marido
- Sônia Dutra
- Fregolente ...	Pai de Nonô
- Lícia Magna ...Mãe de Nonô
- Frances Khan ...Betty
- Cristina Wagner
- Valentina Godoy
- Milton Gonçalves (aparição como ele mesmo)
- Suzana Faíni...Secretária
- Marina Montini ...Mulata
- Diva Helena
- Maria Pompeu
- Fernando Reski